# UPC Tavagnacco
UPC Tavagnacco – włoski klub piłki nożnej kobiet, mający siedzibę w mieście Tavagnacco, na północy kraju.

## Historia
Chronologia nazw:
- 1989: U.P.C. Tavagnacco
- 2001: U.P.C. Letti Cosatto Tavagnacco
- 2004: U.P.C. Graphistudio Tavagnacco
- 2016: U.P.C. Tavagnacco

Klub piłkarski U.P.C Tavagnacco został założony w 1989 roku. W 1996 zespół debiutował w Serie C Friuli-Venezia Giulia. W sezonie 1997/98 zajął pierwsze miejsce i w barażach zdobył awans do Serie B. W 2001 zajął pierwsze miejsce w grupie B Serie B i awansował do Serie A. Wtedy został przemianowany na U.P.C. Letti Cosatto Tavagnacco. W 2004 zmienił nazwę na U.P.C. Graphistudio Tavagnacco. W 2009 roku osiągnął pierwszy swój sukces, zdobywając brązowe medale mistrzostw. W 2011 debiutował w rozgrywkach europejskich. W 2013 i 2014 zdobył Puchar kraju. Przed startem nowego sezonu 2016/17 przyjął obecną nazwę U.P.C. Tavagnacco.

## Stadion
Klub rozgrywa swoje mecze domowe na stadionie Miejskim w Tavagnacco, który może pomieścić 1000 widzów.

## Sukcesy

### Trofea międzynarodowe
- Liga Mistrzyń UEFA:
  - 1/32 finału (2): 2011/12, 2013/14

### Trofea krajowe
- Serie A (I poziom):
  - wicemistrz (2): 2010/11, 2012/13
  - 3.miejsce (4): 2008/09, 2009/10, 2011/12, 2013/14

- Serie B (II poziom):
  - mistrz (1): 2000/01 (grupa B)

- Puchar Włoch:
  - zdobywca (2): 2012/13, 2013/14
  - finalista (2): 2010/11, 2014/15

- Superpuchar Włoch:
  - finalista (3): 2011, 2013, 2014